# Courtenay (Isère)
Courtenay ist eine französische Gemeinde mit 1.288 Einwohnern (Stand: 1. Januar 2022) im Département Isère in der Region Auvergne-Rhône-Alpes. Sie gehört zum Arrondissement La Tour-du-Pin und ist Teil des Kantons Morestel.

## Geografie
Courtenay liegt etwa 45 Kilometer ostnordöstlich von Lyon. Umgeben wird Courtenay von den Nachbargemeinden Charette im Norden, Bouvesse-Quirieu im Norden und Nordosten, Creys-Mépieu und Arandon im Osten, Passins im Südosten, Soleymieu im Süden und Südwesten, Optevoz im Westen sowie Saint-Baudille-de-la-Tour im Nordwesten.
Durch die Gemeinde führt die frühere Route nationale 75 (heutige D1075).

## Geschichte und Bevölkerungsentwicklung
Historikern ist der Ort seit der Mitte des 9. Jahrhunderts bekannt. Zwischen 855 und 885 beurkundeten die westfränkischen Herrscher seine Zugehörigkeit zum Erzbistum Lyon, so die Kaiser Lothar II. (Quelle: MGH DD Lo II Nr. 20) und Karl III. (Quelle: MGH DD Kar III Nr. 123). In letzterer Urkunde gab Karl III. „der Kirche von Lyon“ 885 die ihr durch die Besitznahme lokaler Herrscher „entfremdeten“ Besitzungen in "Curtenacum" zurück. 
| Jahr                       | 1962 | 1968 | 1975 | 1982 | 1990 | 1999 | 2006 | 2013 |
| -------------------------- | ---- | ---- | ---- | ---- | ---- | ---- | ---- | ---- |
| Einwohner                  | 635  | 608  | 550  | 637  | 667  | 739  | 1041 | 1268 |
| Quellen: Cassini und INSEE |      |      |      |      |      |      |      |      |

## Sehenswürdigkeiten
- Kirche von 1907
- Schloss Lancin, Ende des 19. Jahrhunderts errichtet, Monument historique
- Schloss Chanizieu
- Schloss Montchalin
- altes Schloss Tirieu

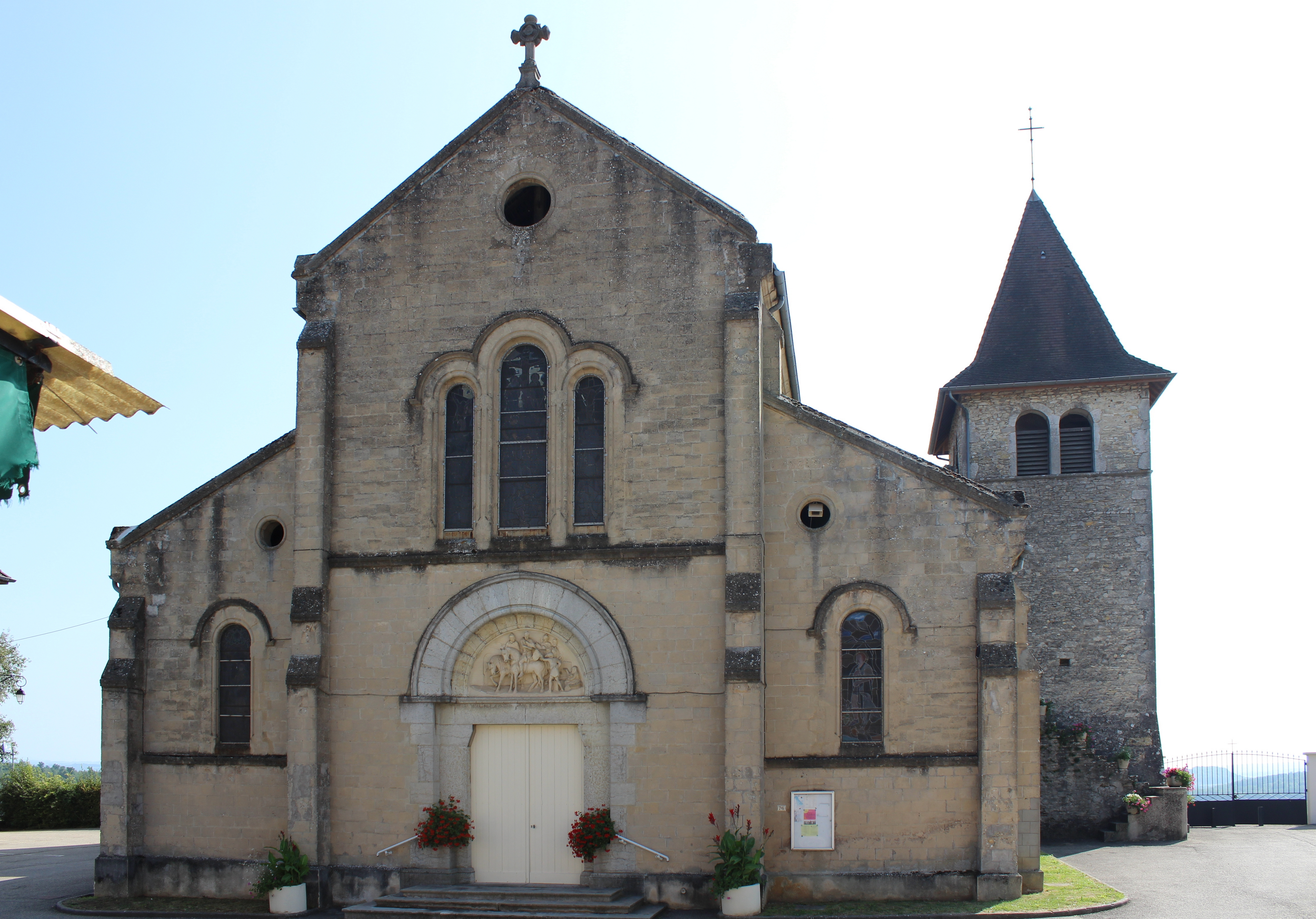
Kirche
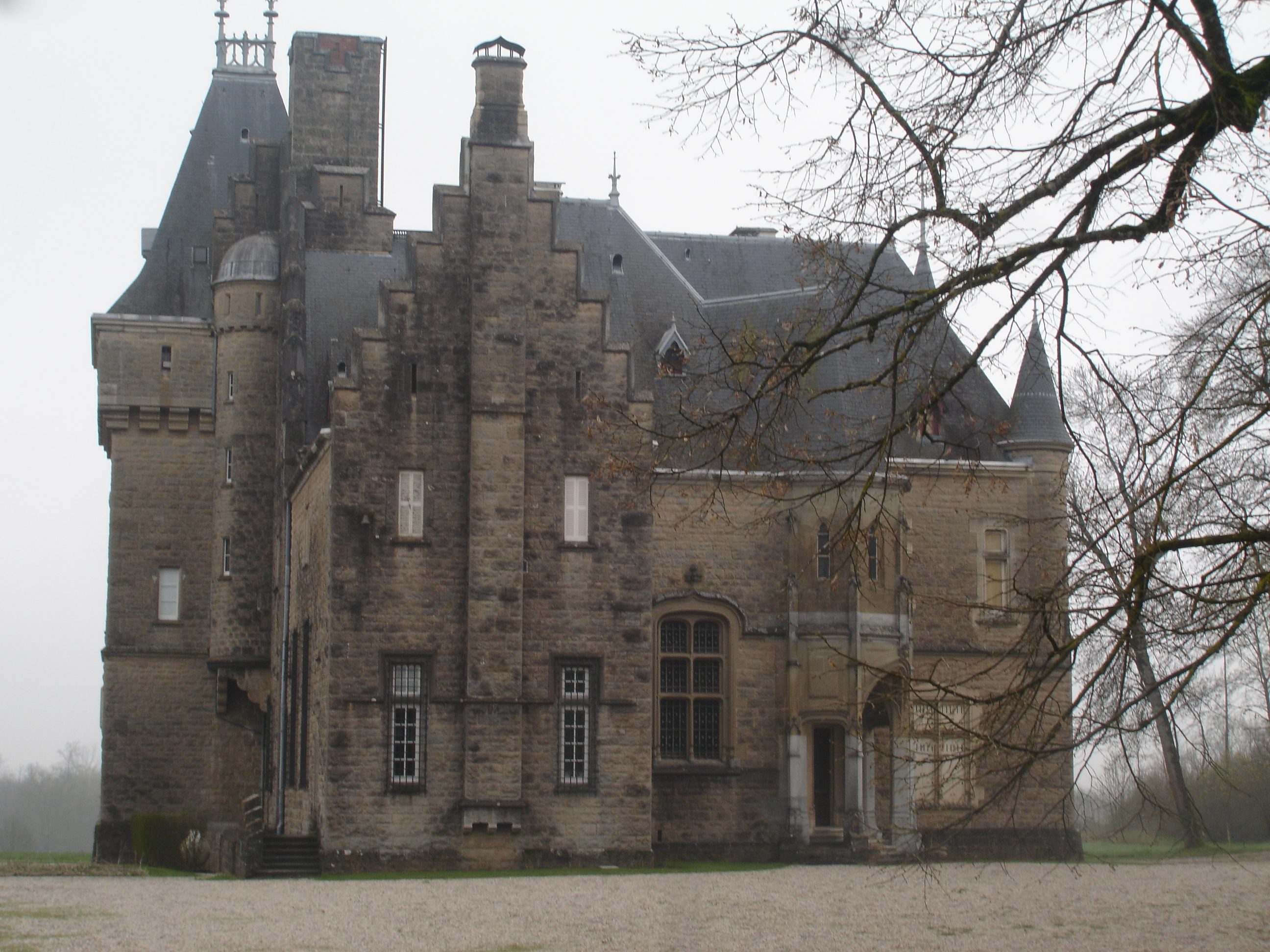
Schloss Lancin